# 隔火層

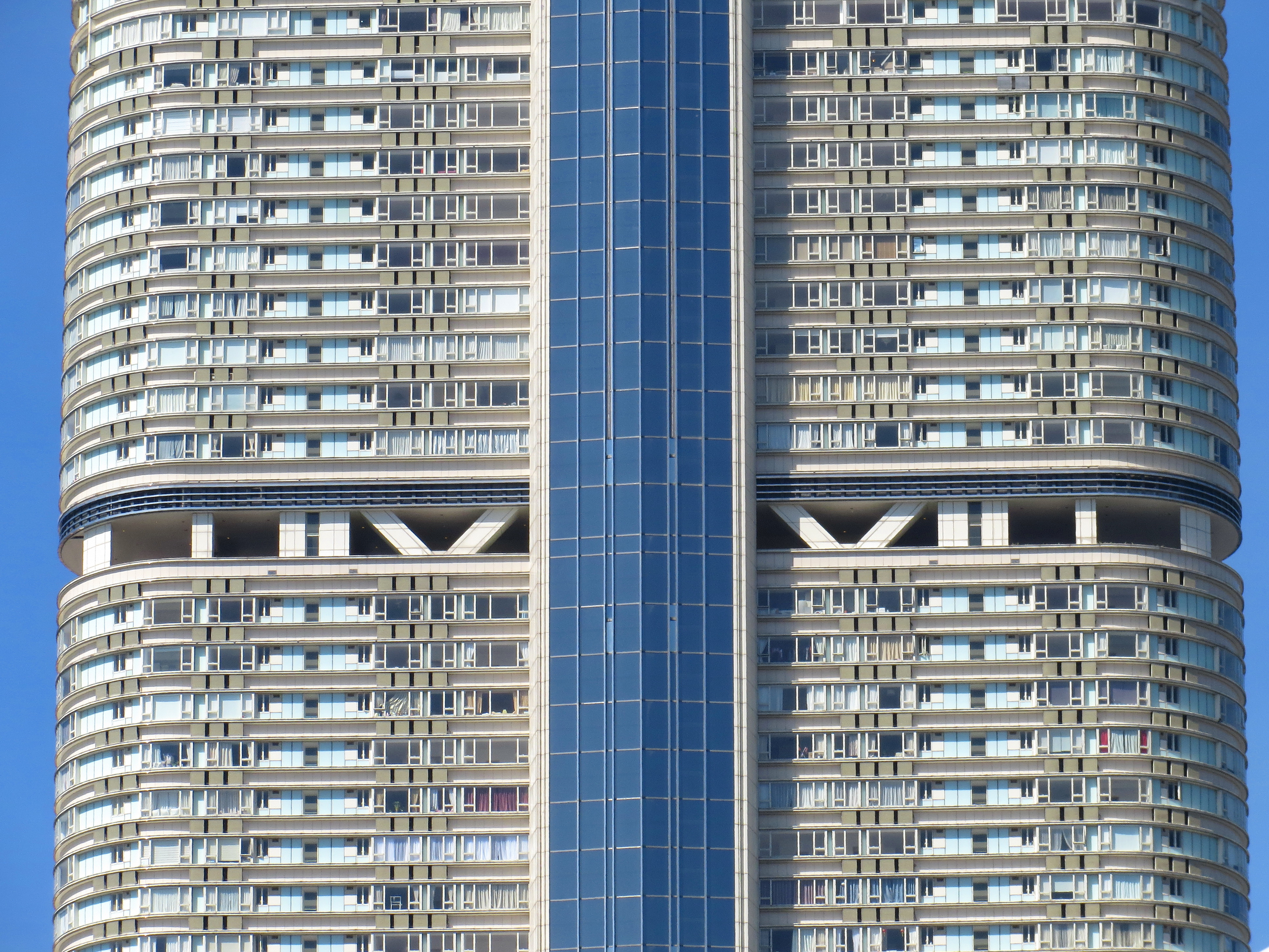
樓高67層的名鑄，圖中包括位於47樓的隔火層。

隔火層亦稱避火層、庇護層，是大廈，例如摩天大廈的設計細部，為求消防目的建造，有效果於阻隔火災蔓延，亦可以供予人士在發生火災時作為臨時庇護用途。

## 香港
根據香港《消防條例》規定，住宅樓宇的樓層高達25層，發展商便要在樓層之間設有隔火層。但若建築物高度在地上25至40層之間，則有關建築物的天台可視作避火層。而在實際應用上，住宅樓宇的避火層最多有兩層。
現時地產發展商會將部分住宅項目的隔火層利用為空中花園，作為樓盤賣點，該樓是空氣層通透無阻之空間，不設窗戶、外牆等，只有電燈照明，24小時燈火通明。及至少有一部消防升降機到達。建築物的升降機門在正常操作時不應在避火層（如非作空中花園）開啟，並應時刻鎖上，直至在消防掣啟動下自動開鎖為止。若用作空中花園，則所有升降機均可到達，但該層電梯大堂必須有雙重防煙門（連自動上鎖功能）保護。
摩天大廈的隔火層一般與機電層上下並置，但消防升降機未必會在避火層設有層站。

## 中国大陆
在中国国标《民用建筑设计统一标准》（GB50352-2019），包括前标准《民用建筑设计通则》（GB 50352-2005），和《建筑设计防火规范》（GB 50016）中，也被归纳为设备层、避难层（间）、架空层，作为防火用途的避难层可在满足防火避难要求下兼作设备层，要求建筑高度超过100米的公共建筑必须设置避难层（间），并对避难层（间）的设置高度、设施布置等有相应要求。

## 資料來源
1. 1 2  . 香港消防處網站. 2012-07-19  [2012-08-15]. （原始内容存档于2021-05-03）.
2. ↑  . www.mohurd.gov.cn.   [2024-03-05]. （原始内容存档于2024-03-27）.
3. ↑  . yjgl.tj.gov.cn.   [2024-03-05].